# Bergenfield
Bergenfield és una població dels Estats Units a l'estat de Nova Jersey. Segons el cens del 2008 tenia 25.611 habitants.

## Demografia
Segons el cens del 2000, Bergenfield tenia 26.247 habitants, 8.981 habitatges, i 6.753 famílies. La densitat de població era de 3.494,5 habitants/km².
Dels 8.981 habitatges en un 36,4% hi vivien nens de menys de 18 anys, en un 59,8% hi vivien parelles casades, en un 11,8% dones solteres, i en un 24,8% no eren unitats familiars. En el 20,8% dels habitatges hi vivien persones soles el 9,9% de les quals corresponia a persones de 65 anys o més que vivien soles. El nombre mitjà de persones vivint en cada habitatge era de 2,92 i el nombre mitjà de persones que vivien en cada família era de 3,41.
Per edats la població es repartia de la següent manera: un 24,8% tenia menys de 18 anys, un 7,3% entre 18 i 24, un 31% entre 25 i 44, un 23,2% de 45 a 60 i un 13,5% 65 anys o més.
L'edat mediana era de 38 anys. Per cada 100 dones de 18 o més anys hi havia 88,2 homes.
La renda mediana per habitatge era de 62.172 $ i la renda mediana per família de 71.187 $. Els homes tenien una renda mediana de 42.074 $ mentre que les dones 35.137 $. La renda per capita de la població era de 24.706 $. Aproximadament el 2,6% de les famílies i el 3,5% de la població estaven per davall del llindar de pobresa.

## Poblacions més properes
El següent diagrama mostra les poblacions més properes.